# Curetis solita
Curetis solita är en fjärilsart som beskrevs av Butler 1882. Curetis solita ingår i släktet Curetis och familjen juvelvingar. Inga underarter finns listade i Catalogue of Life.